# Pieter Symonsz. Potter

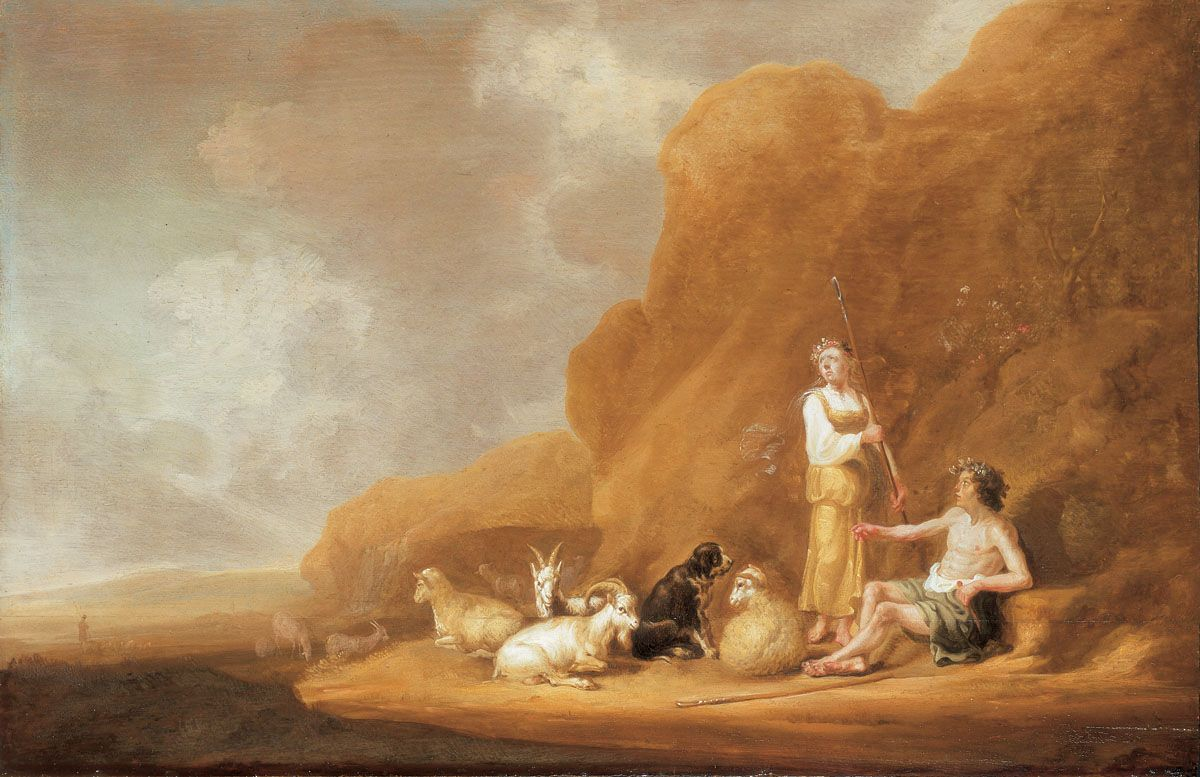
Herdersjongen en herdersmeisje. Ca. 1650. Boedapest, Szépművészeti Múzeum.

Pieter Symonsz. Potter (Enkhuizen, tussen 1597 en 1600 – Amsterdam, begraven 4 oktober 1652) was een Nederlands schilder en maker van goudleer.
Hij was actief in Enkhuizen van omstreeks 1620 tot 1628, in Leiden van 1628 tot 1631 en in Amsterdam van 1631 tot zijn dood in 1652. Ook heeft hij korte tijd, van 1647 tot 1649, in Den Haag gewoond. In 1647 werd hij toegelaten tot het schildersgilde aldaar.
Van Potter zijn onder meer genrestukken, landschappen, portretten, dierenschilderijen en vanitasstillevens bekend. Hij was leraar van zijn zoon, Paulus Potter. Of hij nog andere leerlingen had is niet bekend.
- Biografisch Portaal: 26190562
- Digitale Bibliotheek voor de Nederlandse Letteren: pott005
- Gemeinsame Normdatei: 138941270
- KulturNav: 4e7b576f-522e-4e8d-a7d0-2df554872923
- Library of Congress Control Number: nr98008243
- RKD-Nederlands Instituut voor Kunstgeschiedenis: 64520
- Union List of Artist Names: 500026534
- Virtual International Authority File: 78689889
- WorldCat: E39PBJtrR8JDPgfcF7tXRpVDMP